# Food Styling
Der aus dem Englischen übernommene Begriff Food Styling bedeutet im übertragenen Sinne das „Herausputzen von Lebensmitteln“.
Als Food Styling bezeichnet man die Herstellung, Verfeinerung und Präparierung von Lebensmitteln, bevor sie zum Zwecke der Werbung in Printmedien und audiovisuellen Medien und auf der Verpackung (Verpackungsdesign) abgebildet werden. Dem Endverbraucher soll ein ästhetisches Bild des beworbenen Lebensmittels suggeriert werden, um ihn zum Kauf desselben zu animieren.
Foodstylisten müssen dabei sowohl auf die Authentizität des Produktes als auch auf seine Eigenarten achten, damit sich der Konsument nach dem Kauf und Genuss nicht getäuscht fühlt. Die Bilder sollen Appetit auf das beworbene Produkt machen, Frische und Geschmack suggerieren, aber gleichzeitig dem Originalprodukt auch so weit wie möglich ähnlich sein.
Der Werbespotdreh oder das Shooting für die Food-Fotografie können sehr zeitintensiv sein. Dafür ist es notwendig, dass die benötigten Produkte auch über den gesamten Zeitraum hinweg gleichbleibend frisch aussehen. Die Herstellung sogenannter Dummys ist dementsprechend effizienter, da besonders frische und frisch zubereitete Lebensmittel dazu neigen, ihr Erscheinungsbild nach kurzer Zeit zu verändern und ihre Frische verlieren. Das Erscheinungsbild eines Produktes zu einem gewünschten Zeitpunkt lässt sich hierfür von den Stylisten exakt gestalten und fixieren. Häufig sind diese Dummys auch mehrfach verwendbar.
Das Objekt wird für die Aufnahmen so gestaltet, aufgebaut und präsentiert, dass möglichst alle Zutaten und Bestandteile gut sichtbar sind. Meist werden echte Lebensmittel als Ausgangsbasis verwendet, sehr oft werden die Produkte aber auch völlig neu kreiert. Die Foodstylisten arbeiten hierfür mit den verschiedensten Materialien und Chemikalien, angefangen von Farben über Glycerin, Holz und Gummi, bis hin zu Polystyrol und Wachs. Weltweit sind schätzungsweise 300 Foodstylisten tätig, sie sind zumeist auch ausgebildete Köche und/oder Konditoren.